# Astrologie tibétaine

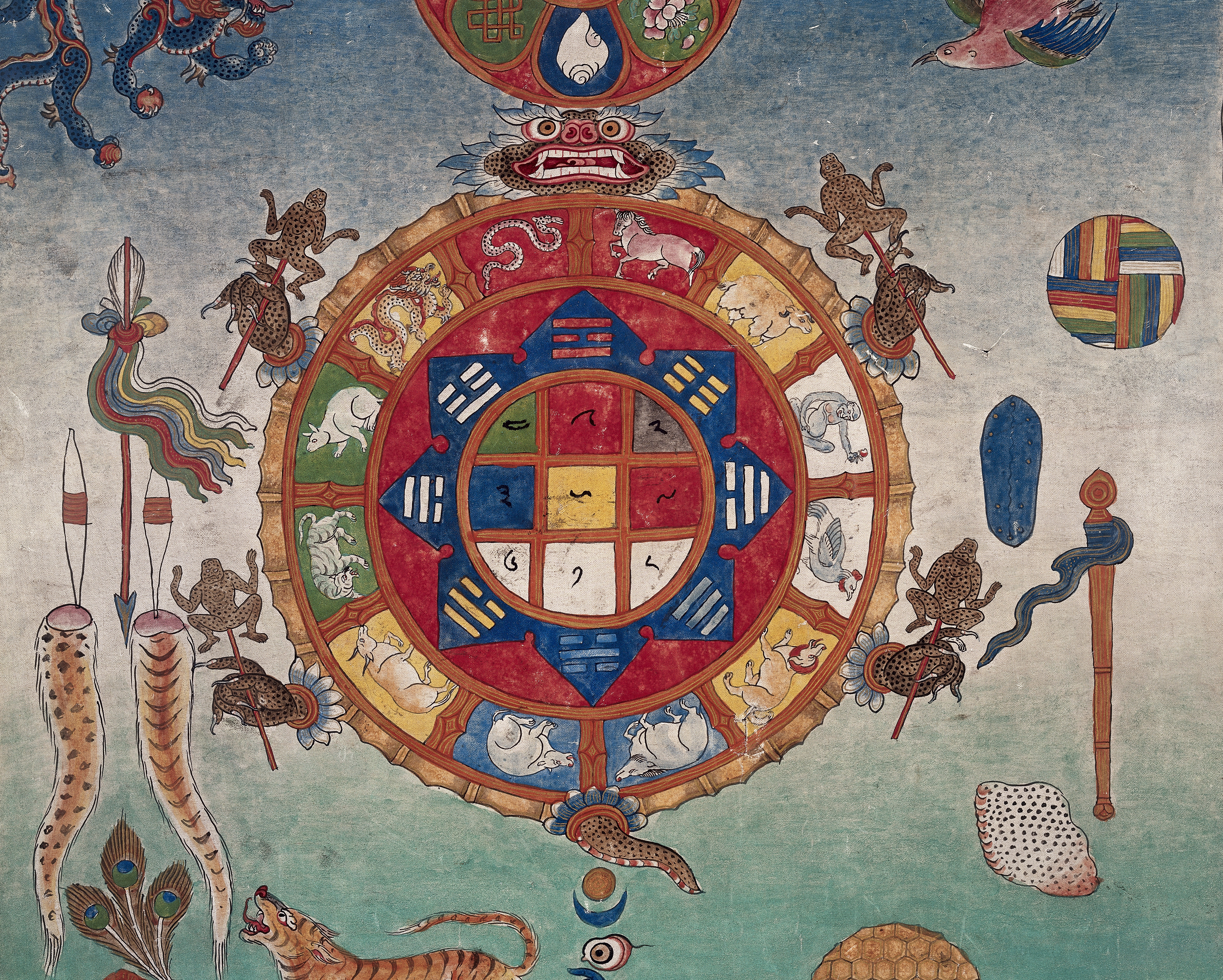
Thangka représentant
symboliquement l'enseignement de l'astrologie. La tortue sur le dos est un aspect de Manjoushri, au centre de son ventre, les neuf mé-oua, les huit parka, les douze animaux, les cinq symboles des éléments, et ceux des déités.

L'astrologie tibétaine, Tsirikpa tibétain : རྩིས་རིག་པ, Wylie : rtsis rig pa signifiant science des calculs est l'une des cinq sciences mineures du Tibet. Elle est classée en « astrologie blanche », tibétain : དཀར་རྩིས།, Wylie : dkar rtsis, THL : kar tsi, d'origine indienne, « astrologie noire »,  tibétain : ནག་རྩིས།, Wylie : nag rtsis, THL : nak tsi, d'origine chinoise, et « astrologie des voyelles surgissantes »,  tibétain : ཡང་འཆར, Wylie : yang 'char, THL : yangchar. 

## Enseignement
L'astrologie et l'astronomie tibétaine sont enseignés à l'Institut de médecine et d'astrologie tibétaine à Dharamsala dans un cursus suivant l'enseignement de la médecine tibétaine. L’astrologie et ses calculs, les cycles du monde et la naissance des univers, les cycles intérieurs du corps qui suivent ceux des planètes, le fonctionnement physique et mental, les corps subtils font partie des deux premiers chapitres du Tantra de kalachakra et son commentaire, qui en comptent cinq.

## Cycle des animaux
Le cycle des animaux dans une progression archétypique ou continuum est le suivant :
| Lièvre | Dragon | Serpent | Cheval | Mouton | Singe | Oiseau | Chien | Cochon | Rat | Bœuf | Tigre |

### Coq
Peut également être traduit par  oiseau / Garuda

### Rat/Souris
Les dates des derniers signes relatifs à la souris sont :
- 1924 : Souris de bois. 5 février 1924 - 22 février 1925
- 1936 : Souris de feu. 23 février 1936 - 11 février 1937
- 1948 : Souris de terre. 10 février 1948 - 27 février 1949
- 1960 : Souris de fer. 27 février 1960 - 15 février 1961
- 1972 : Souris d'eau. 15 février 1972 - 4 mars 1973
- 1984 : Souris de bois. 3 mars 1984 - 19 février 1985
- 1996 : Souris de feu. 19 février 1996 - 7 février 1997
- 2008 : Souris de terre. 7 février 2008 - 24 février 2009

## Calendrier tibétain
Il s'établit selon le tableau suivant:
| Année grégorienne | Année tibétaine | Losar                    | élément et animal                            |
| ----------------- | --------------- | ------------------------ | -------------------------------------------- |
| 2000              | 2127            | 5 février - 7 février    | Dragon de fer mâle                           |
| 2001              | 2128            | 24 janvier - 26 janvier  | Serpent de fer femelle (ou serpent de métal) |
| 2002              | 2129            | 25 février - 27 février  | Cheval d'eau mâle                            |
| 2003              | 2130            | 1er février - 3 février  | Mouton (ou chèvre) d'eau femelle             |
| 2004              | 2131            | 22 janvier - 24 janvier  | Singe de bois mâle                           |
| 2005              | 2132            | 9 février - 11 février   | Oiseau (ou coq) de bois femelle              |
| 2006              | 2133            | 30 janvier - 1er février | Chien de feu mâle                            |
| 2007              | 2134            | 18 février - 20 février  | Cochon de feu femelle                        |
| 2008              | 2135            | 7 février - 9 février    | Souris de terre mâle                         |
| 2009              | 2136            | 25 février - 27 février  | Bœuf de terre femelle                        |
| 2010              | 2137            | 12 février - 14 février  | Tigre de fer mâle                            |
| 2011              | 2138            |                          | Lièvre de fer femelle                        |
| 2012              | 2139            |                          | Dragon d'eau mâle                            |

## Vaiḍūrya dKar-po (Beryl Blanc)
Les noms des chapitres sur le Vaiḍūrya dKar-po (le premier texte tibétain sur la divination astrologique) sont :
- 1.  "Aspects of Turtle Divination"
- 2.  "Hidden Points"
- 3.  "Geomantic Aspects"
- 10. "The Thirty Computational Charts"
- 11. "The Thirteen Charts"

## Autres lectures
- Philippe Cornu L'Astrologie tibétaine. 1re édition : éditions les Djinns, collection « Présences », Paris, 1990. 272 p.  (ISBN 2-908290-01-4) – Nouvelle édition augmentée : Guy Trédaniel, Paris, 1999. 375 p. + 12 p. d'illustrations.  (ISBN 2-84445-071-7).
- Desi Sangye Gyatso, Lochen Dharmasri and Gyurme Dorje White Beryl: Tibetan Elemental Divination Paintings. Eskenazi, 2001.  (ISBN 0-9539941-0-4)
- Alexander Berzin Tibetan Astrology and Astronomy. in Maitreya Magazine (Emst, Holland), vol. 11, no. 4 (1989).
- Alexander Berzin Tibetan Astro Studies. in Chö-Yang, Year of Tibet Edition (Dharamsala, India), (1991).